# Zhdanivka
Zhdanivka (em ucraniano:  Жданівка, em russo:  Ждановка) é uma cidade da Ucrânia, situada no Oblast de Donetsk. Tem 2 km² de área e sua população em 2020 foi estimada em 11.959 habitantes.